# Fernando Bonilla
Fernando María Bonilla-Musoles (n. Valencia, 1944) es un obstetra y ginecólogo español, pionero en España y considerado el introductor de la ecografía obstétrica y ginecológica diagnóstica en América Latina en los años 70. En 1982 comenzó a desarrollar en el Hospital Clínico de Valencia las nuevas técnicas de reproducción in vitro, en contacto con el Nobel de Medicina Robert Edwards, a quien apadrinó en su nombramiento como doctor honoris causa por la Universidad de Valencia. Es catedrático emérito de obstetricia y ginecología por la Universidad de Valencia, cofundador del IVI Instituto Valenciano de Infertilidad y ha sido uno de los científicos españoles más reconocidos internacionalmente, con especial proyección en Europa y Latinoamérica. En diciembre de 2015 fue designado miembro del Patronato del Museo de Bellas Artes de Valencia.

## Biografía

### Antecedentes familiares

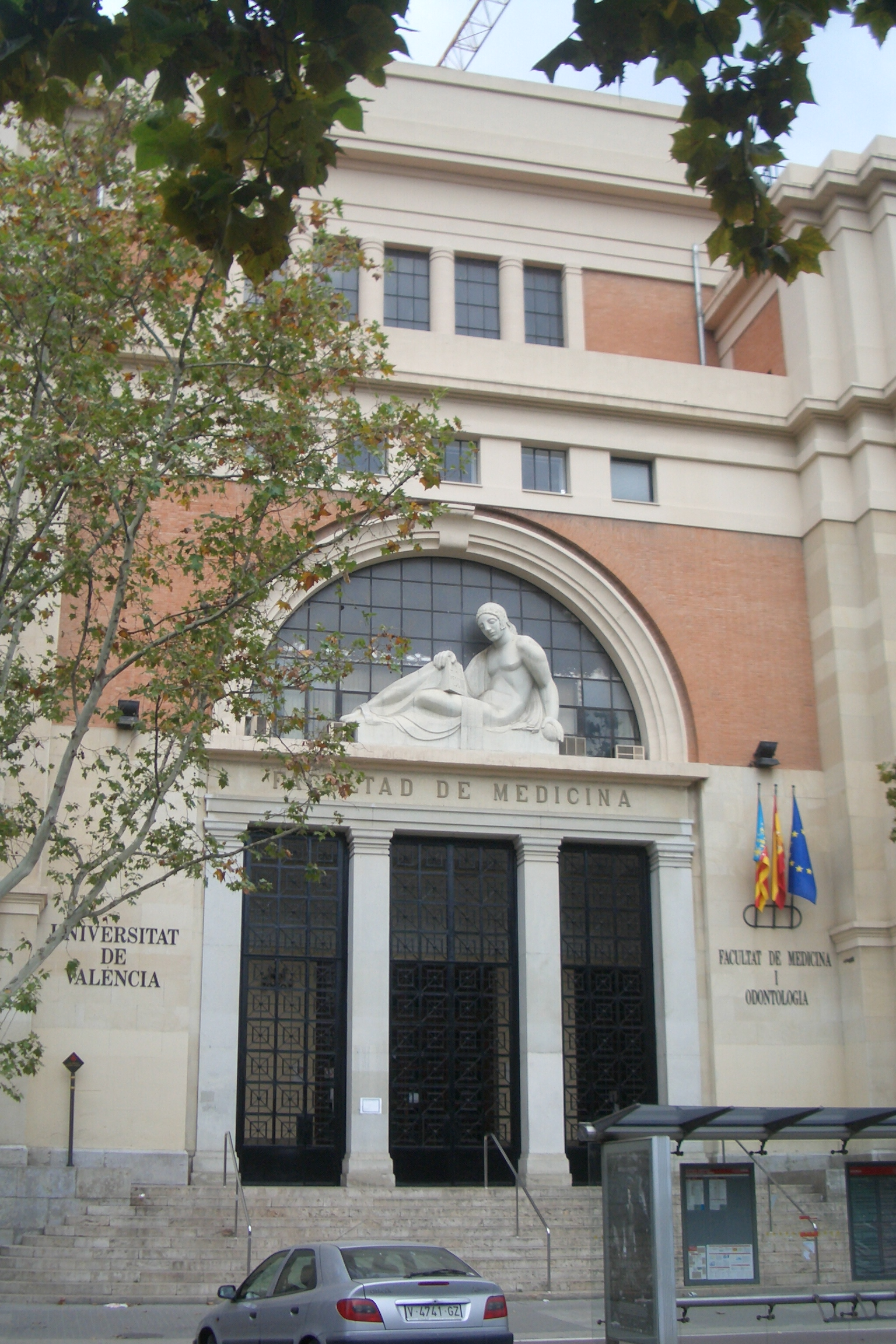
Facultad de Medicina. Universidad de Valencia.

Fernando Bonilla es hijo del doctor Francisco Bonilla Martí y la aristócrata María Dolores Musoles Barber, y nieto del V Barón de Campo-Olivar. Está casado y tiene tres hijos. Es heredero de una saga de ginecólogos que inauguró su tío abuelo, el doctor y catedrático Miguel Martí Pastor, presidente de la Real Academia de Medicina de Valencia, continuó su padre, el doctor y catedrático Francisco Bonilla Martí, y ha llegado a la cuarta generación, en la persona de su hijo, el doctor Francisco Bonilla Bartret. Completan esta familia de médicos españoles los doctores José Martí Mateu, Ignacio Martí Álvarez-Ossorio, Carlos Álvarez-Ossorio Zahalka y Francisco Ugalde Bonilla.

### Carrera
Educado por los padres jesuitas, Fernando Bonilla se licenció en Medicina por la Universidad de Valencia en 1967, doctorándose por esta misma Universidad en 1970. Amplió sus conocimientos en Alemania y Suiza junto al Profesor Käser (Otto Käser, 1889-1995). Fue becado por las universidades de Wurzburgo, Hamburgo, Basilea y Bonn.
En esta etapa descubrió el uso del primer aparato experimental para realizar ecografías, hecho que le convirtió después en pionero de la investigación y el estudio de la ecografía en España, que desarrolló en nuestro país a partir de los años sesenta y extendió a América Latina en los años setenta del siglo XX. Su padre, el doctor Francisco Bonilla financió la adquisición de los tres primeros aparatos en 1969, los undécimo, duodécimo y decimotercero del mundo, que fueron instalados en Valencia, en el Hospital Clínico Universitario, en la antigua maternidad provincial de Valencia y en su clínica privada.
Entre 1974 y 1977 Fernando Bonilla fue profesor agregado por oposición en la Universidad Complutense de Madrid. Consiguió su primera cátedra en Cádiz en 1977, si bien continuó definitivamente su labor en su ciudad natal como catedrático de Obstetricia y Ginecología por la Universidad de Valencia,  desde 1979, y como jefe del departamento de obstetricia y ginecología del Hospital Clínico de Valencia, hasta su jubilación en 2014.

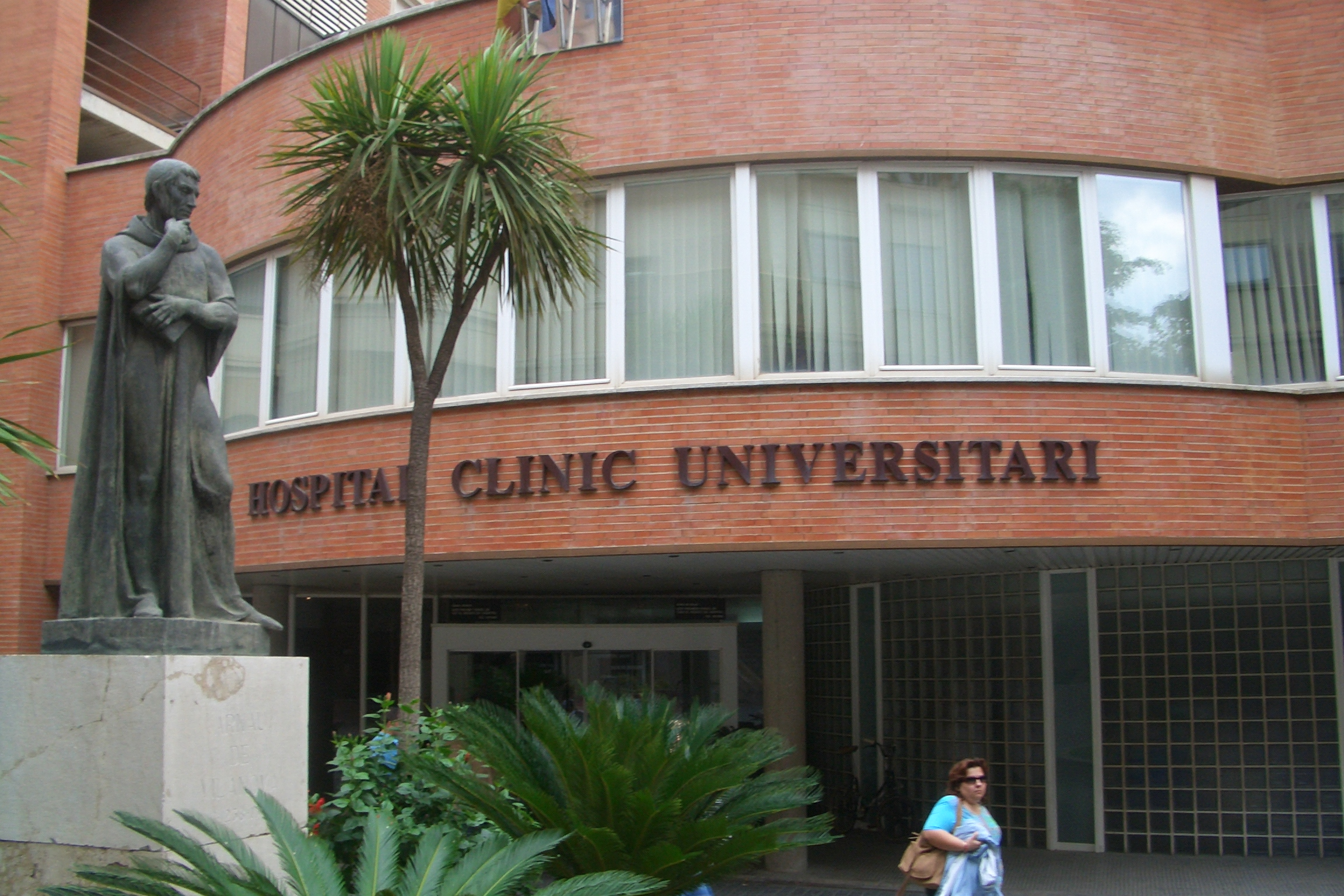
Hospital Clínico Universitario, Valencia.

Entre otras responsabilidades, ha ostentado la presidencia de la Treasure International Federation Colposcopy and Cervical Pathology desde 1978 hasta 1986, la presidencia mundial de Organization Gestosis los años 1985 y 1986, la presidencia del Committee for the Study of Female Breast de la International Federation of Obstetrics and Gynecology de 1989 a 1998, la presidencia de la Sociedad de Obstetricia y Ginecología de la Comunidad Valenciana, la presidencia del XXVI Congreso Nacional de Obstetricia y Ginecología de la Sociedad Española de Ginecología y Obstetricia (SEGO), celebrado en Valencia en 2001, o la dirección científica de la Revista Española de Obstetricia y Ginecología. Es académico de número de la Real Academia de Medicina de la Comunidad Valenciana. También ha sido miembro del Consejo Asesor en Materia Sanitaria de la Consejería de Sanidad y Consumo de la Generalidad Valenciana, del Consejo Asesor Científico del Ilustre Colegio Oficial de Médicos de Valencia y representante en la Comunidad Valenciana para la organización y desarrollo del circuito de información en relación con las técnicas de reproducción asistida, nombrado por el Servicio Valenciano de Salud, del Comité Nacional Español para la acreditación de Centros de Formación en Ultrasonografía y Diagnóstico Prenatal, por la European Association of Perinatal Medicine y del comité científico de veintiuna revistas nacionales e internacionales.
En 1982 el equipo de Bonilla comenzó a desarrollar las técnicas de reproducción in vitro del británico Robert Edwards (Nobel de Medicina 2010), siendo pionero en 1984 en gestar el primer bebé probeta en nuestro país. El embrión, no obstante, murió en el útero, por lo que fue el Instituto Dexeus de Barcelona el que consiguió el primer nacimiento en España ese mismo año. Fue en 1985 cuando el equipo del doctor Bonilla consiguió el segundo nacimiento de la sanidad pública española, y seis embarazos más, en el Hospital Clínico de Valencia. En 1990, participó junto a los doctores Antonio Pellicer Martínez y José Remohí, en la fundación del Instituto Valenciano de Infertilidad (IVI), primera institución española especializada íntegramente en la reproducción humana asistida.
En 1994 el doctor Bonilla y el doctor Pellicer apadrinaron al Nobel de Medicina 2010 y padre de la reproducción humana asistida, Robert Edwards, en su nombramiento como doctor honoris causa por la Universidad de Valencia.
El profesor Bonilla es autor de más de quinientas publicaciones nacionales e internacionales y treinta y cinco tratados y libros de la especialidad, varios de ellos traducidos al portugués, alemán, ruso, inglés, árabe y checheno.

## Distinciones y reconocimientos
- Premio López Sancho, Universidad de Valencia
- Premio Peregrín Casanova, Universidad de Valencia
- Premio extraordinario fin de carrera, Universidad de Valencia, 1967
- Premio extraordinario de doctorado, Universidad de Valencia, 1970
- Premio extraordinario de la Akademische Tagung deutschsprecheder Professoren und Privatdozenten für Geburtshilfe und Gynakologie Luzern, Lucerna (Suiza), 1971.
- Miembro de honor extraordinario o correspondiente extranjero en 70 sociedades nacionales e internacionales.
- Doctor honoris causa por la Universidad Mayor de San Simón, Cochabamba (Bolivia), 1982.
- Medalla de la Albert Ludwing Universität Freiburg, Friburgo, Alemania, 1990.
- La municipalidad de La Molina, Lima (Perú), le dedica una calle con el nombre de Profesor Fernando Bonilla, 1991.
- Medalla de plata de la Deutsche Gesellschaft für Geburtshilfe und Gynäkologie, Berlín (Alemania), 1992.
- Medalla de honor de la Sociedad Hispano-Alemana de Obstetricia y Ginecología, Múnich (Alemania), 1993.
- Doctor honoris causa por la Universidad Mayor de San Andrés, La Paz (Bolivia), 1997.
- Premio Llama Rotaria 2000, apartado de ciencia, otorgado por el Rotary Club de Valencia.
- Diploma de Excelencia del Rectorado de la Universidad de Valencia por sus 40 años de actividad docente, Valencia, 2009.
- Homenaje de la Federación Brasileira de Sociedades de Ginecología y Obstetricia por la introducción de la ecografía obstétrica y ginecológica en América Latina, Curitiba, Brasil, 2011.
- Es investido Comendador de la Ordem do Merito Ultrassonografia Brasileira", Sao Paulo, Brasil, 2012.
- Socio de honor de la Sociedad de Obstetricia y Ginecología de la Comunidad Valenciana, Valencia, 2012.
- XVIII Congreso "Profesor Fernando Bonilla-Musoles" de Reproducción Humana. San Salvador (El Salvador), 2012.
- Miembro del Patronato del Museo de Bellas Artes de Valencia, Valencia 2015.

## Libros y artículos

### Libros
- Bonilla-Musoles, Fernando María; Pellicer, Antonio (2008). Obstetricia, reproducción y ginecología básicas. Panamericana. p. 1200. ISBN 9788498350395.
- Bonilla-Musoles, Fernando María; Machado, L. E. (2005). Ultrasonidos 3d-4d En Obstetricia. Panamericana. p. 424. ISBN 8479034599.
- Bonilla-Musoles, Fernando María (2001). Ecografía Vaginal(Doppler y Tridimensión). Panamericana. p. 716. ISBN 84-7903-566-8.
- Remohí, J.; C. Simón, A. Pellicer, Bonilla-Musoles, F.M. (1996). Reproducción Humana. McGraw-Hill Interamericana. ISBN 978-84-486-0462-2.
- Bonilla-Musoles, F.M.; Pérez-Gil M., Pardo G., Sampaio M. (1992).  Ediciones Cientificas y Técnicas, S. A., ed. Tratado de Endosonografía en Obstetricia y Ginecología. ISBN 844580006X / 9788445800065 / 84-458-0006-X |isbn= incorrecto (ayuda).
- Bonilla-Musoles, F.M.; Carrera Macía JM, Ballester Colomar MJ (1992).  Barcelona : Científicas y Técnicas, D.L. 1992, ed. Doppler color transvaginal. Masson-Salvat. ISBN 84-458-0122-8.
- Bonilla-Musoles, Fernando María (1982). Atlas de ecografía obstétrica.
- Bonilla-Musoles, Fernando María (1976). Atlas de cardiotocografía mamaria.
- Bonilla-Musoles, Fernando María (1975). Atlas de cardiotocografía.
- Bonilla-Musoles, Fernando María (1974). Diagnóstico con ultrasonidos en Obstetricia y Ginecología. p. 228.

### Artículos en publicaciones especializadas
- Bonilla-Musoles FM, Raga F, Osborne N, Blanes J. Ecografía tridimensional en Obstetricia y Ginecología. Obstet Ginecol Esp 1994.
- Bonilla-Musoles FM, Raga F, Blanes J, Osborne N, Siles CH. Three-dimensional ultrasound in reproductive medicine. Preliminary report. Hum Reprod Update 1995.
- Bonilla-Musoles FM, Raga F, Osborne N, Blanes J. Control of inserted devices (IUD'S) by using three dimensional ultrasound (3D). It is the future. J Clin Ultrasound 1996.
- Bonilla-Musoles FM, Raga F, Osborne N. Three-dimensional ultrasound evaluation of ovarian masses. Gynecol Oncol 1995.
- Bonilla-Musoles FM, Pellicier A, Raga F, Osborne N, Blanes J. Review: three-dimensional (3D) ultrasound in Reproduction Obstetrics and Gynecology. Assoc Reprod Rev 1995.
- Bonilla-Musoles FM, Raga F, Osborne N, Blanes J. The use of three-dimensional ultrasound for the study of normal and pathologic morphology of the human embryo fetus: preliminary report. J Ultrasound med 1995.
- Bonilla-Musoles FM, Raga F, Blanes J, Osborne N, Chagas K, Machado LE, et al. A tridimensao ecográfica em Obstetricia e Ginecología: futuro da nosa especialidade. Ginecol Obstet Attual 1995.
- Bonilla-Musoles FM. Three-dimensional visualization of the human embryo: a potential revolution in prenatal diagnosis. Ultrasound Obstet Gynecol 1996.
- Bonilla-Musoles FM, Raga F, Blanes J. Coclho F. La tridimensión ecográfica en tumores ováricos. Obstet Ginecol Esp 1995.
- Luiz Antonio Baila˜o, , Newton G. Osborne, Maria Christina S. Rizzi, Fernando Bonilla-Musoles, Geraldo Duarte, and Teresa Cristina R. Sicchieri Baila˜oUltrasound Markers of Fetal Infection Part 1. Viral Infections. . Ultrasound Quarterly 2005.
- F. Bonilla-Musoles, L. E. Machado, N. G. Osborne Multiple congenital contractures (Congenital multiple arthrogryposis) Citation Information. Journal of Perinatal Medicine. Volume 30, Issue 1, Pages 99–104, ISSN (Print) 0300-5577, February 2002.
- Bonilla-Musoles F, Raga F, Blanes J, Osborne N, Siles CH. Three-dimensional ultrasound in reproductive medicine: preliminary report. Human Reprod Update 1995;1,4(21) CD ROM.
- Bonilla-Musoles F, Raga F, Blanes J, Osborne N, Coelho FS, Moes M, et al. Avances en el diagnóstico prenatal. Empleo de la angiografía digital Doppler y la tridimensión ecográgica. Revista Iberoamericana de Fertilidad 1997;14 (415):295- -315.